# Częstochowskie Zakłady Materiałów Biurowych
Częstochowskie Zakłady Materiałów Biurowych – polskie przedsiębiorstwo przyrządów biurowych w Częstochowie. Producent popularnych w PRL długopisów Zenith.

## Historia
Początki przedsiębiorstwa sięgają międzywojnia. W 1934 roku w Częstochowie przy ówczesnej ulicy Fabrycznej (obecnie Mielczarskiego) uruchomiono Fabrykę Wiecznych Piór „Omega” M. Szaja i A. Wrocławski.
W czasie II wojny światowej, po zajęciu Częstochowy, Niemcy nie zamknęli ani nie przekształcili fabryki – produkowała ona ten sam asortyment, choć pod niemieckim zarządem.
W 1949 roku doszło do nacjonalizacji i połączenia kilku przed wojną prywatnych przedsiębiorstw produkujących asortyment papierowy (m.in. zeszyty szkolne, opakowania tekturowe i pióra wieczne) oraz świadczących usługi introligatorskie. Te ostatnie przed wojną firma świadczyła również w Gnaszynie (od 1977 roku w granicach Częstochowy). W 1950 roku wznowiono produkcję i sprzedaż jako Częstochowskie Zakłady Materiałów Biurowych. W 1950 roku w zakładach pracowało 70 osób. W 1954 roku zrestrukturyzowano firmę – przy ul. Żwirki i Wigury w Częstochowie wytwarzano pióra wieczne i ołówki automatyczne, zaś Gnaszyńskie Zakłady Przetworów Papierowych przejęły produkcję wyrobów papierniczych i tekturowych.
W 1997 roku z połączenia działów handlowych częstochowskiego Zenitha i firmy Astra powstało przedsiębiorstwo A-Z, które przejęło dystrybucję wyrobów obu firm. Kolejne przekształcenie nastąpiło w 2000 roku, kiedy doszło do fuzji z Zenith S.A. i powstała firma Astra – Zenith S.A. w Częstochowie. Celem przekształcenia było stworzenie holdingu produkcyjnego na artykuły szkolne i biurowe, poszerzono wówczas przedmiot działalności o artykuły do pisania. Od 2003 spółka funkcjonuje pod nazwą ASTRA S.A. w Warszawie do chwili obecnej.

### Pióro Zenith
Na początku lat 60. XX wieku w ówczesnych kręgach rządowych pojawił się pomysł stworzenia polskiego pióra wiecznego. Postawiono na Częstochowę jako miasto posiadające już tradycje w produkcji nowoczesnych narzędzi piśmienniczych i kadrę inżynierską. Kierowanie projektem powierzono trzydziestoletniemu inżynierowi tworzyw sztucznych Józefowi Koszkulowi. W wyniku powojennego procesu dekolonizacji w Azji, Ludowe Chiny przejęły znajdującą się w Szanghaju fabrykę amerykańskiego Parkera, m.in. zyskując dostęp do technologii produkcji modelu Parker 51. Władze częstochowskiej fabryki sprowadziły do kraju maszyny i narzędzia. „Polski Parker” nie był jednak dokładną kopią amerykańskiego oryginału. Przy produkcji najważniejszego elementu – stalówki – wykorzystano technologię stworzoną w kraju. Zespół w składzie: inżynier Józef Koszkul, dyrektor techniczny zakładów Eugeniusz Helm i technolog Jan Frymus zastosował własną metodę przecinania stalówek z kulką irydową. W 1967 roku opatentowano ją. Był to sposób przecinania twardych metali tarczką z miękkiej blachy. W początkowym etapie produkcji Zenitha jego stalówki wytwarzano ze złota przekazanego przez Mennicę Polską w Warszawie. Rozwiązanie okazało się nieefektywne, szlachetny kruszec był miękki, zdecydowano się zatem na wykorzystanie stali nierdzewnej. Na skalę masową zaczęto produkować pióro wieczne Zenith w 1965 roku.

### Długopisy automatyczne Zenith 4 i Zenith 7
Najbardziej znanymi produktami częstochowskich zakładów są długopisy automatyczne Zenith 4, Zenith 5 i Zenith 7. Przy projektowaniu Zenith 4 inspirowano się długopisem Parker Jotter. Produkcja „polskiego Parkera” zainicjowały również władze PRL. Po wcześniejszym sukcesie pióra wiecznego wzorowanego na Parkerze 51 na początku lat 70. XX wieku przed częstochowską fabryką postawiono zadanie stworzenia niezawodnego długopisu, który stałby się ikoną polskiej nowoczesności na zbliżającym się zjeździe PZPR (6–11 grudnia 1971 roku). Pierwszą wersję Zenith 4 wyprodukowano więc w 1971 roku, korzystając ze sprowadzonych ze Szwajcarii urządzeń, a opatentowano w 1974 roku. Polski odpowiednik Parkera miał również górną część stworzoną ze stali nierdzewnej w naturalnym metalicznym kolorze. Bardziej znany w Polsce był jednak Zenith 7, który produkowano na większą skalę i który był tańszy od poprzednika. Był on wykonany już w większości z tworzywa sztucznego, przez co konstruktorzy odeszli już od inspiracji amerykańskim Parkerem Jotterem. Zenith 7 miał ośmioboczną część górną z gwintem u dołu, do którego wkręcało się gładką część dolną z chromowaną stalową obwódką, która otaczała końcówkę piszącą. Miejsce łączenia dwóch głównych części przesłonięte było stożkową metalową nakładką. Przycisk do manipulowania wkładem wsuwał się w otwór stanowiący podstawę klipsa z logo i nazwą długopisu.